# Palmitinsyra
Palmitinsyra eller hexadekansyra är en organisk fettsyra med 16 kolatomer och en av de vanligaste mättade fetterna i växter och människor. Den är vit och fast och smälter vid 62,9°C. Dess kemiska formel är CH3(CH2)14COOH. 
Vid fysiologiskt pH så återfinns palmitinsyran som palmitatjon, CH3(CH2)14COO−.

## Framställning
Palmitinsyra framställs av fettämnen genom förtvålning och destillation i vakuum av de vid förtvålningen utskilda fettsyrorna. Den kan också erhållas genom fraktionerad destillation av barrträdstjära.

## Förekomst
Palmitinsyra hittas som namnet antyder i palmolja. Smör, ost, mjölk och kött innehåller också palmitinsyra. Den förekommer i förening med glycerin som triglycerid, palmitin (tripalmitin) i de flesta naturliga fettämnena, och i förening med andra alkoholer i valrav och vanligt vax m m.

## Användning
Tillsammans med stearinsyra utgör den råvara för tillverkning av stearin. Den kan även användas som lösningsmedel för olika hartser.